# あなたのことしか考えられない
「あなたのことしか考えられない」（-かんがえ-）は、サンボマスターが2012年6月13日にリリースした17枚目のシングル。

## 概要
Getting Better移籍初シングル。6枚目のアルバム『ロックンロール イズ ノットデッド』先行シングルで、リリース3週間前に急遽詳細発表。本作はタワーレコード限定・完全生産限定発売。

## 収録曲
全作詞・作曲：山口隆　編曲：サンボマスター
1. あなたのことしか考えられない [5:54]
2011年発生東日本大震災直後、石巻市の瓦礫の中から回収・再生されたアップライトピアノ（通称“しぶといピアノ”）を使用。池田貴史（レキシ、100s）がピアノ、桜井秀俊（真心ブラザーズ）がシタール・鉄琴でそれぞれ参加。
2. あなたのことしか考えられない ～スタジオ・ライブ 2012.3.11[6:22]
2012年3月11日、スペースシャワーTVの特番「MUSIC SAVES TOMORROW SPECIAL」でのスタジオライブを音源化した。アルバム『ロックンロール イズ ノットデッド』初回盤同梱DVDに、同ライブの模様を収録。
3. 静かに光りつづけるもの（Instrumental） ～スタジオ・ライブ 2012.3.11 [6:43]